# Nikolái Yezhov
Nikolái Ivánovich Yezhov (del ruso: Никола́й Ива́нович Ежо́в) (Marijampolė, 19 de abriljul./ 1 de mayo de 1895greg. - Moscú, 4 de febrero de 1940) fue un revolucionario y político soviético que llegó a la cúspide política en la URSS como Comisario del Pueblo de Asuntos Internos (NKVD). También conocido como director de la Policía secreta soviética, sus hechos y acciones reflejan el pensamiento estalinista del periodo de entreguerras. Hombre de confianza de Stalin, su periodo en el cargo fue el único de la historia de la Unión Soviética, además de la guerra civil rusa, en la que las sentencias de muerte no fueron aprobadas por el politburó, sino simplemente por el comisario del pueblo de Asuntos Internos y los jefes regionales del NKVD. Su nombre es símbolo del periodo más represivo de las Grandes Purgas de la década de 1930, denominado Yezhóvschina.
Dirigió las purgas del partido y del Estado entre 1934 y 1936 y el periodo más intenso de terror contra la población en general en 1937-1938. Durante su ejercicio como comisario del pueblo de Asuntos Internos, y siempre según el historiador israelí Benny Morris, cientos de miles de personas fueron ejecutadas y millones detenidas en las campañas de represión. Sin embargo, pocos años después cayó en desgracia y fue fusilado en 1940.

## Primeros años
Según su hagiografía, Yezhov nació el 19 de abriljul./ 1 de mayo de 1895greg. en la ciudad de San Petersburgo, entonces capital del Imperio ruso. En realidad, había nacido en la ciudad de Marijampolė, en Lituania, cerca de la Polonia rusa. Se trasladó a la capital en 1906, con once años. Oficialmente hijo de un obrero metalúrgico pobre de origen judío , en realidad su padre había desempeñado diversos oficios, incluyendo los de patrón de un burdel, pintor, guardagujas o guardabosques. Su biografía oficial cambió estos datos para ensalzar el origen proletario de Yezhov. Su madre, Anna Antónovna Ezhova, era lituana y Yezhov hablaba polaco y lituano además de ruso. Tuvo dos hermanos: su hermana mayor, Evdokiya, y su hermano menor, Iván, con el que mantuvo malas relaciones. Delgado y de aspecto frágil, Yezhov era muy bajo y sufría una ligera cojera.
Su formación fue escasa, asistió apenas un año a la escuela primaria antes de marchar a la capital como aprendiz de sastre. Trabajó primero como aprendiz de 1909 en adelante, y más tarde como obrero metalúrgico en diversas fábricas de la capital. Luego pasó alrededor de un año en Lituania y en la Polonia rusa en diversos oficios, principalmente relacionados con la metalurgia.
Trabajó en las fábricas Nedermeier y Putílov de San Petersburgo en 1914-1915 . Participó en diversas huelgas y manifestaciones y, a pesar de su escasa educación formal, se ganó el apodo de «Nicolasito el amante de los libros» entre sus compañeros, por su hábito de lectura; se consideraba a sí mismo autodidacta.
Deportado de la capital por participar en una huelga, en 1915 fue llamado a filas y sirvió en el 76.º Regimiento de Infantería y más tarde en el 172.º. Herido al poco en las cercanías de Vilna, recibió un permiso de seis meses y regresó al trabajo en la fábrica Putílov. el Ejército lo reclamó de nuevo y Yezhov sirvió en el 3.er Regimiento de Infantería y más tarde en un destacamento de trabajadores para el Ejército en el distrito militar de Dvinsk; se lo nombró capataz del quinto taller de artillería del frente norte, en Vítebsk.

## En la causa bolchevique, primeros cargos
Se unió a los bolcheviques en 1917, aunque la fecha exacta no está clara y apoyó abiertamente la Revolución de Octubre. Fue el jefe de su célula en el taller de artillería, ayudante del comisario de la estación de ferrocarril local y más tarde comisario de noviembre de 1917 a enero de 1918 y organizó nuevas células bolcheviques. Su participación en la revolución en la capital fue una invención posterior.

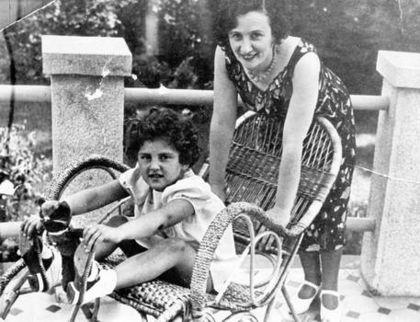
Yevguenia Feigenberg, segunda esposa de Yezhov y la hija adoptiva de ambos. Su esposa acabó suicidándose en 1938 para evitar su persecución y la de su marido. Su hija trató en vano de lograr la rehabilitación de su padre adoptivo tras la disolución de la URSS.

Se reunió con su familia en la provincia de Tver a comienzos de 1918, trabajó en una fábrica de vidrio, ingresó en el comité de la fábrica y, de junio de 1918 a abril de 1919, participó en el comité de distrito y ejerció de jefe local del partido. Llamado a filas por el Ejército Rojo en mayo de 1919 ,sirvió en Sarátov, en un almacén militar, nombrándosele instructor político de la unidad. La unidad pasó a Kazán en agosto de 1919, donde nuevamente desempeñó tareas de agitación política, entonces como comisario de una unidad de telegrafistas. Ascendido a comisario de las unidades de radio del Ejército en la ciudad en mayo de 1920, destacaba ya por su disciplina y diligencia en cumplir las órdenes. Opuesto temporalmente a Lenin y simpatizante de la Oposición Obrera, la abandonó antes del X Congreso del Partido Comunista de la Unión Soviética de marzo de 1921.
Pasó a la oficina de agitación y propaganda de un distrito de Kazán en abril de 1921 y en julio fue transferido a un puesto similar en la provincia, siendo al mismo tiempo licenciado del Ejército. Agotado por el trabajo, recibió la baja médica en agosto e ingresó en un sanatorio de Moscú y se le trató en el hospital del Kremlin de diversas dolencias a comienzos de 1922.
Nombrado secretario del partido en la provincia autónoma de Mari el 15 de febrero de 1922 ,se traslada a la capital provincial, Krasnokokshaisk, donde mantuvo tensas relaciones con el comité de la provincia, oponiéndose al nacionalismo y cultura locales y mostrándose ambicioso, arrogante y descortés. Volvió a solicitar permiso para tratar sus múltiples enfermedades y su agotamiento en octubre, que le fue concedido. Asistió a una sesión del Comité Ejecutivo Central Panruso a finales de mes antes de partir a un sanatorio del Cáucaso.
El Orgburó le nombró secretario del comité del partido de la provincia de Semipalátinsk el 1 de marzo de 1923, a pesar de las malas referencias de su trabajo en Mari, donde surgió una de las características de su carácter: la irascibilidad. Prepotente con sus subordinados provinciales, participó con éxito en la supresión de la revuelta de la «república de Bujtarma».
Fue nombrado delegado provincial al XIII Congreso del Partido Comunista de la Unión Soviética en mayo de 1924. Se le otorgó el cargo de presidente del departamento de organización de la república kirguiza en junio y el de secretario del comité provincial en noviembre. Nuevamente en malas relaciones con el partido local, fue, sin embargo, confirmado en el cargo en abril de 1925, cuando la república cambió de nombre y de capital. Amplió su formación marxista-leninista durante su estancia en Turquestán. Participó en el XIV Congreso del Partido en diciembre de 1925 e inmediatamente después la secretaría del comité central le concedió un curso anual en la Academia Comunista sobre marxismo-leninismo, como solía hacerse con los cuadros del partido.
Acabada su formación, pasó a convertirse en instructor en la orgraspredotdel (Departamento de Organización y Distribución del comité central) en febrero de 1927, lo que supuso un rápido ascenso, pero en el verano se encontraba nuevamente enfermo. En noviembre se le ascendió de nuevo a vicepresidente del departamento. Este puesto, encargado de la selección y asignación de personal del partido para todo el país, confirió experiencia en este sector a Yezhov. Asistió a los congresos XV y XVI del partido en diciembre de 1927 y abril de 1929 en calidad de delegado del departamento. Pasó a la Comisaría de Agricultura como vicecomisario y responsable de personal tras este último congreso y participó por primera vez en la represión masiva, esta vez contra los cientos de miles de campesinos que la OGPU acusó de ser kuláks en febrero de 1930. Fue un partidario vehemente de la colectivización de comienzos de la década de 1930.

## Rápido ascenso y asociación con Stalin

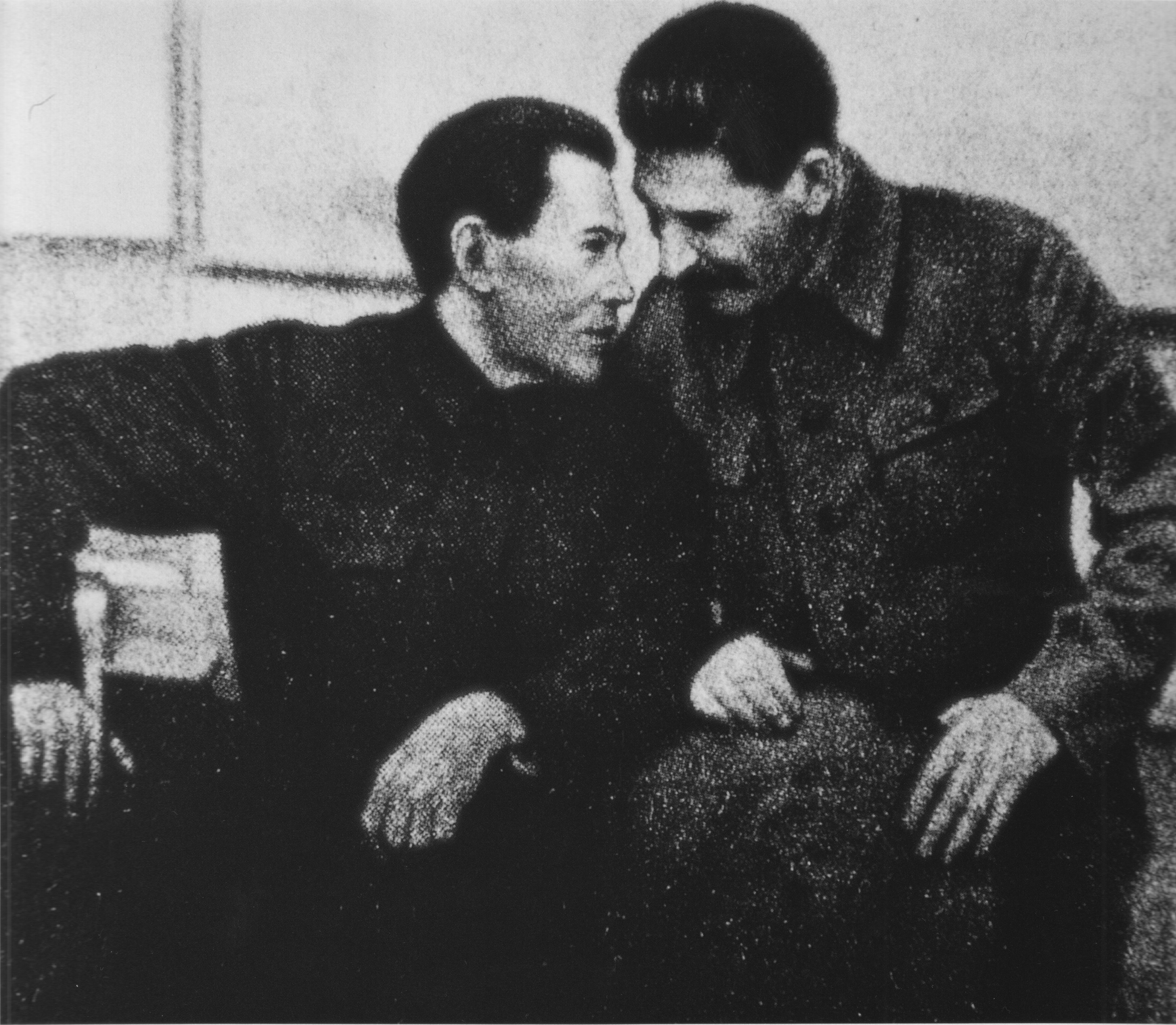
Nikolái Yezhov conversando en confianza con Stalin, en 1937.

En noviembre de 1930, pasó a presidir la principal oficina de personal del partido, clave en los nombramientos de personal; Stalin lo recibió el mismo mes. Ingresó de inmediato en el círculo de los más allegados a este, el Politburó le permitió asistir a sus reuniones y le dio acceso al material manejado por el comité central; gracias a esto obtuvo información fundamental sobre los asuntos de Estado y del partido. Ese mismo año, se divorció de su primera mujer, Antonina Titova, con la que se había casado en 1921. Comenzó entonces a mantener relaciones con Evguenia Solomónovna Jayútina (nacida Feigenberg), a la vez que sostenía diversas cortas relaciones homosexuales que había iniciado ya en su juventud.
A finales de 1931, participó en las reuniones en las que se decidió establecer colonias penales del Gulag en la región del río Kolymá para la extracción de oro mediante trabajos forzados.
Durante este primer periodo en el partido, se lo consideró modesto, de trato agradable, aspecto callado y tímido en las reuniones sociales, muy diligente y gran organizador en el trabajo y ya entregado a los intereses de Stalin. Su carácter cambió notablemente alrededor de 1930, cuando los testimonios sobre él empeoran enormemente. A partir de entonces, se labró fama de fanático, radical, cruel, inmoral e implacable.

## Acercamiento a las organizaciones de seguridad y participación en las purgas del partido

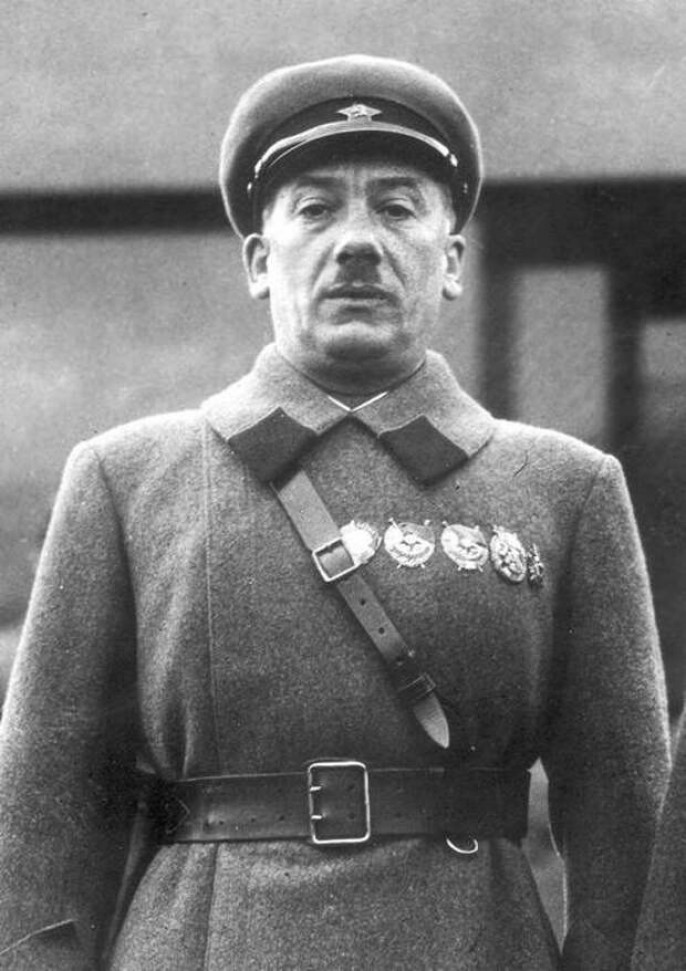
Génrij Yagoda, responsable del OGPU y más tarde del NKVD, fue paulatinamente perdiendo poder en favor de Yezhov gracias al respaldo que Stalin otorgó a este.

En abril de 1933, el comité central encargó una nueva purga de miembros, como ya había sucedido anteriormente en 1921 y 1929, y prohibió temporalmente la afiliación de nuevos miembros. En la revisión de los afiliados, que duró hasta abril de 1935, participó Yezhov. Más tarde dos nuevas campañas de control de los miembros del partido, ya bajo el control total de Yezhov, se extendieron hasta septiembre de 1936.
A comienzos de 1934, participó en el XVII Congreso del Partido Comunista de la Unión Soviética y se le eligió para su secretaría; durante el mismo, fue nombrado miembro del comité central y vicepresidente de la nueva comisión de control del partido, subordinado a Lázar Kaganóvich. Tras el congreso, el pleno del comité central le incluyó en el orgburó. En marzo pasó a presidir la Comisión de Industria del comité central y, en diciembre, sucedió a Andréi Zhdánov en la Comisión de Viajes al Extranjero.
Desde comienzos de 1934, empezó a involucrarse en asuntos de seguridad: el 20 de febrero de 1934, asistió a la reunión del politburó en la que se decidió la creación del nuevo Comisariado de Asuntos Internos, el NKVD, que incluyese, entre otras organizaciones, al OGPU. Yezhov formó parte de los encargados de la reforma y participó, junto con el propio Stalin, en diversas comisiones instituidas para este fin. El nuevo órgano, a diferencia del OGPU, no tenía potestad para dictar sentencias de muerte o condenas de más de cinco años de prisión, mientras que los casos de traición pasaban a depender de los tribunales.
En julio de 1934, sufriendo de nuevo por mala salud pero con capacidad para viajar al extranjero gracias a su ascenso en la jerarquía del partido, se le envió a recibir tratamiento médico en Italia, aunque acabó tratándose en Viena. En octubre regresó a Moscú e informó a Stalin de sus observaciones sobre las organizaciones soviéticas en el extranjero.

## El asesinato de Kírov y la represión de la oposición

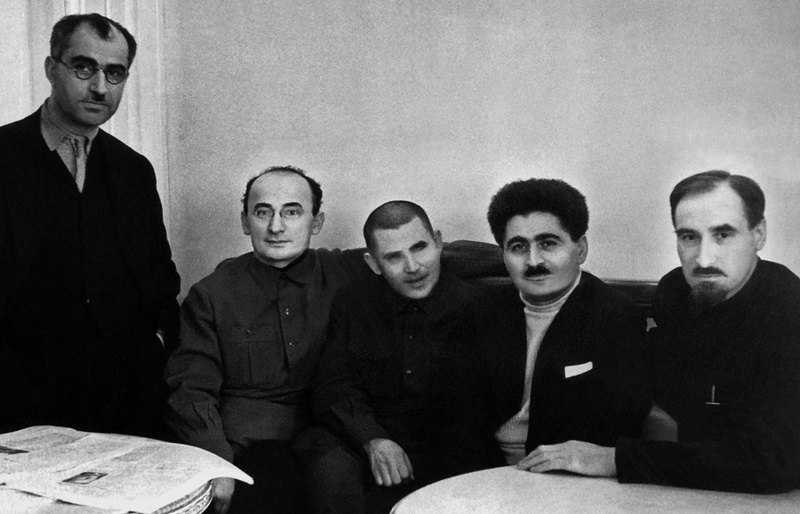
Lavrenty Beria al lado de Yezhov junto a Aghasi Khanjian (1934)

Tras el asesinato de Serguéi Kírov el 1 de diciembre de 1934 Stalin escogió a Yezhov como principal instrumento de sus planes para deshacerse de toda oposición. Acompañó a Stalin a Leningrado y participó en el interrogatorio del asesino de Kírov. Dos días más tarde del asesinato el politburó aprobó un decreto abreviando el proceso judicial de los acusados de terrorismo, ley que fue a menudo la base para las persecuciones de los años posteriores. Yezhov quedó a cargo del asesinato por orden de Stalin, junto con otros, mandando utilizar la investigación para acusar a la oposición del mismo. Ante las reticencias de los responsables del NKVD Stalin envió a Yezhov como su representante personal para imponer su plan. A partir de entonces Yezhov, para disgusto del responsable del NKVD, Yagoda, comenzó a inmiscuirse intensamente en el funcionamiento de la organización. Yezhov, con el respaldo de Stalin y a pesar de la renuencia de Yagoda, logró acusar a los opositores objetivos de la campaña de Stalin, informando en febrero de 1935 de la detención de un millar de opositores y la deportación de varios miles de antiguos burgueses. Desde comienzos de año Yagoda se vio forzado a enviar los historiales de los principales opositores y conspiradores a Yezhov, pasando a supervisar diversas investigaciones del NKVD y tomando paulatinamente el control de la organización.

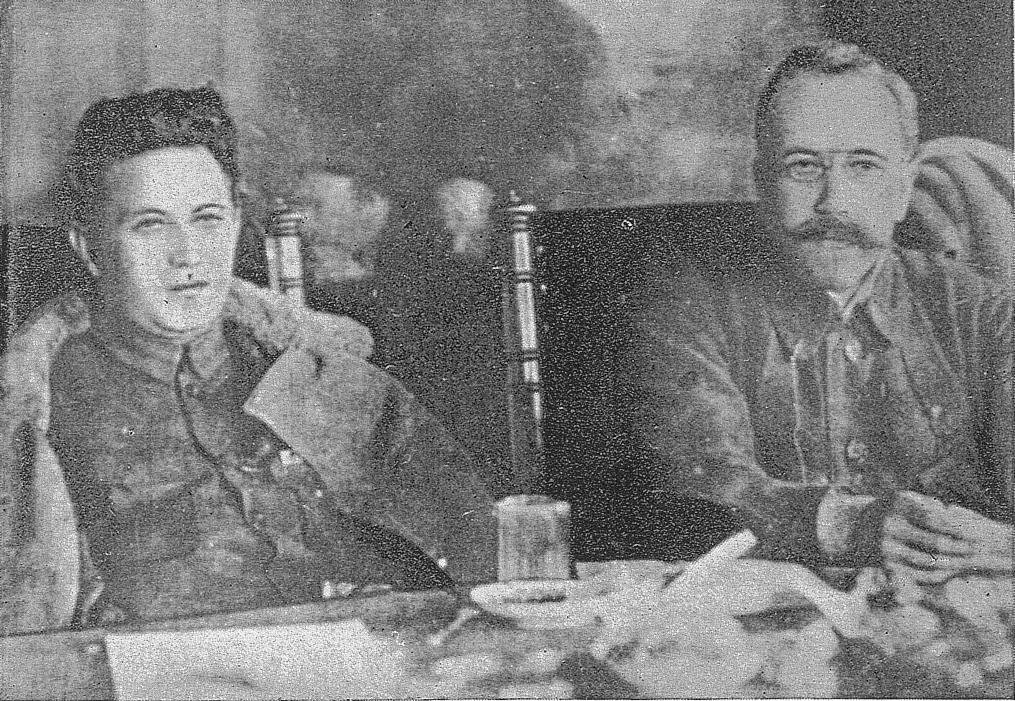
Zinóviev y Kámenev, principales dirigentes políticos víctimas de la persecución comenzada con la excusa del asesinato de Serguéi Kírov, encargada por Stalin a Yezhov a pesar de las reticencias de la jefatura del NKVD.

Tras una dura crítica del funcionamiento y del personal del NKVD, aprobada por Stalin, el politburó le encargó la revisión del reglamento del mismo, convirtiéndose desde finales de 1934 en supervisor principal del organismo.
El 1 de febrero de 1935 ingresó en la secretaría del comité central, de la que formaban parte Stalin, Kaganóvich, Zhdánov y Andréyev. El 27 de febrero el politburó le otorgó la presidencia de la comisión de control del partido, en sustitución de Kaganóvich. Con este nombramiento se convirtió en el supervisor supremo del partido, encargado de la investigación y castigo de los casos de heterodoxia ideológica, corrupción o infracción del reglamento del partido. El 10 de marzo se convirtió además en presidente del nuevo Departamento de las Principales Organizaciones del Partido (ORPO), formado tras el XVII Congreso para controlar los nombramientos de personal en sustitución de la raspredotdel.
El 6 de junio de 1935 realizó su primer discurso ante el pleno del comité central, acusando, con el beneplácito de Stalin, a la oposición agrupada alrededor de Zinóviev, Kámenev y Trotski -que había recibido penas relativamente cortas en el juicio por el asesinato de Kírov como responsables intelectuales de la muerte- de ser los responsables directos del homicidio de Kírov y del supuesto intento de asesinato del propio Stalin por el que Yezhov había detenido a miembros del personal del Kremlin, conocido como «el caso del Kremlin». Zinóviev y Kámenev fueron acusados de pertenecer a grupos terroristas y Trotski de organizar la campaña de terror.
El pleno introdujo un importante elemento en las persecuciones: estas incluirían desde entonces no únicamente a la antigua oposición, sino también a aquellos comunistas considerados cercanos a esta o que mostrasen una actitud considerada demasiado conciliadora.
En el «caso del Kremlin», juzgado a partir del 27 de julio de 1935, Kámenev y otros acusados fueron condenados por acto terrorista, dos de ellos a muerte y Kámenev a 10 años de prisión. El caso también puso a la defensiva a Yagoda, al que se consideraba que había sido incapaz de descubrir la conspiración. Por el momento, sin embargo, continuó la cooperación entre ambos.
Nuevamente agotado por el trabajo Stalin le ordenó tomarse un descanso y en octubre de 1935 partió de nuevo a Viena, aunque a mediados de diciembre ya había regresado a la Unión Soviética. El 25 de diciembre de 1935 informó al pleno del comité central de los resultados de la campaña de revisión de los miembros del partido, que había sido teóricamente purgado de elementos indeseables gracias a la labor conjunta de Yezhov y Yagoda durante los meses anteriores. En palabras de Yezhov la campaña había servido para: «desenmascarar a los enemigos que se habían infiltrado en el partido». La campaña, teóricamente finalizada, continuó en realidad hasta mayo de 1936 con una nueva fase en la que se sustituyeron las credenciales de los afiliados al partido y se comenzó a detener a algunos de los expulsados.

### La campaña contra las minorías y los extranjeros
Desde comienzos de 1935, Yezhov dirigió, simultáneamente a la campaña contra la antigua oposición y las purgas del partido, una campaña contra la influencia extranjera. Esta incluyó a numerosas minorías y a extranjeros residentes en la URSS (véase Deportaciones de pueblos en la Unión Soviética).
En septiembre se desencadenó una nueva ola de arrestos de población de cultura polaca y de refugiados políticos polacos, acusados de pertenecer a una organización de «espionaje y sabotaje» dependiente de la Organización Militar Polaca, que, en realidad, se había disuelto en 1921. Una anterior campaña de represión similar ya se había dado en 1933. Yezhov informó a Stalin de una supuesta infiltración de agentes extranjeros entre la población polaca, rumana, alemana, finlandesa y checa. En diciembre el pleno del comité central solicitó a Yezhov la investigación de los refugiados extranjeros para «detener la infiltración en la URSS de espías y saboteadores bajo la apariencia de refugiados y miembros de partidos hermanos».

### El juicio a Zinóviev y el ascenso al Comisariado de Asuntos Internos
En el juicio a Zinóviev, como el anterior a Kámenev, Yezhov desempeñó el papel de representante de Stalin, que se había empeñado, a pesar de cierta oposición del NKVD, en juzgar conjuntamente a partidarios de Trotski y de Zinóviev, argumentando la existencia de una alianza entre ambos grupos que databa de 1932. El juicio sirvió también para el relevo de Yagoda, criticado por Yezhov como incapaz de haber descubierto la conspiración trotskista-zinóvievista y culpable de la desorganización del NKVD, y que se llevó a cabo en septiembre con la aquiescencia de Stalin. El 25 de septiembre de 1936, Stalin exigió el nombramiento de Yezhov como comisario del pueblo de Asuntos Internos y el paso de Yagoda a Comunicaciones, nombramientos que se efectuaron al día siguiente. Los intentos de Yagoda, completamente sorprendido por su relevo, de ver a Stalin y anular los cambios fueron vanos.

### Campaña contra la Oposición de Derecha y los trotskistas
El 4 de diciembre de 1936, Yezhov, que había continuado la preparación de la causa contra los antiguos miembros de la Oposición de Derecha comenzada por Yagoda, acusó a esta ante el pleno del comité central de haber forjado una alianza con los partidarios de Zinóviev y Trotski para asesinar a Stalin y otros dirigentes y de controlar ciertos grupos terroristas. Por la falta de pruebas en su contra, se decidió aplazar la acusación de la Oposición hasta el siguiente pleno del comité central.
Mientras, continuaba la represión de los acusados de ser seguidores de Trotski, con la expulsión de Gueorgui Piatakov y Grigori Sokólnikov y su juicio entre el 23 y el 30 de enero de 1937 en el segundo Juicio de Moscú. El juicio, que acabó con la condena a muerte de los acusados, lo dirigieron Stalin y Yezhov.
Tras el juicio, Stalin se concentró en el ataque a la Oposición de Derecha, acusada de colaboración con Alemania y otros Estados burgueses vecinos de la URSS; comenzó en el pleno del comité central de febrero y marzo de 1937. Durante el pleno, Yezhov acusó a Bujarin y Alekséi Rýkov de estar aliados con los partidarios de Trotski y Zinóviev desde comienzos de la década y de llevar a cabo actos terroristas y acuerdos con las potencias fascistas.
A finales de marzo, tras el pleno, Yezhov acusó a Yagoda de haber permitido la penetración del NKVD por los conspiradores y de ser el principal traidor de la organización y logró su detención el 29 de marzo de 1937. A lo largo de abril, se arrestó también a diversos antiguos colaboradores de Yagoda.
En marzo de 1938, tuvo lugar el último Juicio de Moscú contra el llamado «Bloque Antisoviético de Derechistas y Trotskistas», en el que se condenó a Bujarin y sus partidarios y a Yagoda. Yezhov prometió salvar la vida a los acusados a cambio de su cooperación, promesa que no mantuvo. El juicio era la conclusión de la teoría de Yezhov de la gran conspiración expuesta en el pleno del comité central en junio del año anterior; según esta teoría, la unión de todas las fuerzas de oposición se había infiltrado en todos los aspectos de la vida soviética. Este juicio completaba la represión de los dirigentes de la confabulación, mientras las operaciones en masa contra la población, que continuaron, debían acabar con las bases de la conspiración.

### Represión de los socialrevolucionarios y mencheviques
En noviembre de 1936, Yezhov afirmó que los antiguos socialrevolucionarios habían vuelto a organizarse para llevar a cabo una gran insurrección. Se ordenó la detención y liquidación de aquellos, comenzando de inmediato los arrestos. En febrero de 1937, ordenó la detención de los antiguos dirigentes socialrevolucionarios; se detuvo a seiscientas personas. Durante el año, se celebró un juicio a puerta cerrada en Ufá de los principales dirigentes. En enero de 1938, Stalin, descontento con la campaña contra los socialrevolucionarios, precipitó nuevos arrestos por parte de Yezhov.
Por otra parte, en abril de 1937 comenzó la represión de los mencheviques, acusados de haber formado una nueva organización que mantenía contactos con otros grupos opositores. El 14 de febrero de 1938, se dieron nuevas órdenes para perseguir a mencheviques y anarquistas.

### Purgas en el Ejército
El NKVD había comenzado a recopilar información sobre destacados oficiales del Ejército desde finales de 1936. Un alto oficial, antiguo responsable de la defensa aérea, fue detenido a comienzos de mayo, interrogado y animado a denunciar al mayor número posible de oficiales como miembros de una supuesta conspiración militar. Se detuvo al mariscal Tujachevski junto con otros oficiales el mismo mes, acusados de formar parte de una confabulación de trotskistas, «derechistas» y espías alemanes. Fueron torturados hasta que confesaron, con la aquiescencia de Stalin y del fiscal general, Andréi Vyshinski. Yezhov llevó personalmente la investigación y el interrogatorio del mariscal. Stalin, que recibía a Yezhov casi a diario, supervisaba la investigación.
El 11 de junio de 1938, se anunció la condena de Tujachevski y de otros siete generales, condenados a muerte por traición y espionaje. Novecientos ochenta oficiales y comisarios fueron arrestados durante los nueve días siguientes, acusados de formar parte de una conspiración. Voroshílov declaró en noviembre de 1938 que entre 1937 y 1938 alrededor de cuarenta mil personas habían sido expulsadas del Ejército.
Stalin declaró a finales de mayo de 1937 que el servicio de espionaje del Ejército (razvedupr) «había caído en manos de los alemanes» y en julio comenzaron las purgas con el arresto de veinte altos oficiales del departamento. Yezhov tomó el control del servicio militar de espionaje a finales de verano. Los relevos de personal y las detenciones, que duraron de mediados de 1937 a 1938, llevaron a la parálisis completa del servicio de espionaje militar. Alrededor de la mitad del personal de espionaje fue represaliado y la dirección al completo, destituida.

### Represión interna del partido
| \| Miembros y candidatos del comité central elegido en 1934 represaliados \| Miembros y candidatos del comité central elegido en 1934 represaliados \| Miembros y candidatos del comité central elegido en 1934 represaliados \| Miembros y candidatos del comité central elegido en 1934 represaliados \| Miembros y candidatos del comité central elegido en 1934 represaliados \| \| ---------------------------------------------------------------------- \| ---------------------------------------------------------------------- \| ---------------------------------------------------------------------- \| ---------------------------------------------------------------------- \| ---------------------------------------------------------------------- \| \| Categorías \| Categorías \| \| Número \| Número \| \| Supervivientes \| Supervivientes \| \| 41 \| 41 \| \| Ejecutados \| Ejecutados \| \| 98 \| 98 \| \| Según Jansen y Petrov, p. 103.[46] \| \| \| \| \| |                |  |        |        |
| Miembros y candidatos del comité central elegido en 1934 represaliados |                |  |        |        |
| Categorías | Categorías     |  | Número | Número |
| Supervivientes | Supervivientes |  | 41     | 41     |
| Ejecutados | Ejecutados     |  | 98     | 98     |
| Según Jansen y Petrov, p. 103. |                |  |        |        |

| Miembros y candidatos del comité central elegido en 1934 represaliados | Miembros y candidatos del comité central elegido en 1934 represaliados | Miembros y candidatos del comité central elegido en 1934 represaliados | Miembros y candidatos del comité central elegido en 1934 represaliados | Miembros y candidatos del comité central elegido en 1934 represaliados |
| ---------------------------------------------------------------------- | ---------------------------------------------------------------------- | ---------------------------------------------------------------------- | ---------------------------------------------------------------------- | ---------------------------------------------------------------------- |
| Categorías                                                             | Categorías                                                             |                                                                        | Número                                                                 | Número                                                                 |
| Supervivientes                                                         | Supervivientes                                                         |                                                                        | 41                                                                     | 41                                                                     |
| Ejecutados                                                             | Ejecutados                                                             |                                                                        | 98                                                                     | 98                                                                     |
| Según Jansen y Petrov, p. 103.                                         |                                                                        |                                                                        |                                                                        |                                                                        |

| \| Delegados del XVII Congreso de 1934 represaliados \| Delegados del XVII Congreso de 1934 represaliados \| Delegados del XVII Congreso de 1934 represaliados \| Delegados del XVII Congreso de 1934 represaliados \| Delegados del XVII Congreso de 1934 represaliados \| \| ------------------------------------------------- \| ------------------------------------------------- \| ------------------------------------------------- \| ------------------------------------------------- \| ------------------------------------------------- \| \| Categorías \| Categorías \| \| Número \| Número \| \| No arrestados \| No arrestados \| \| 858 \| 858 \| \| Detenidos \| Detenidos \| \| 1108 \| 1108 \| \| Según Jansen y Petrov, p. 103.[46] \| \| \| \| \| |               |  |        |        |
| Delegados del XVII Congreso de 1934 represaliados |               |  |        |        |
| Categorías | Categorías    |  | Número | Número |
| No arrestados | No arrestados |  | 858    | 858    |
| Detenidos | Detenidos     |  | 1108   | 1108   |
| Según Jansen y Petrov, p. 103. |               |  |        |        |

| Delegados del XVII Congreso de 1934 represaliados | Delegados del XVII Congreso de 1934 represaliados | Delegados del XVII Congreso de 1934 represaliados | Delegados del XVII Congreso de 1934 represaliados | Delegados del XVII Congreso de 1934 represaliados |
| ------------------------------------------------- | ------------------------------------------------- | ------------------------------------------------- | ------------------------------------------------- | ------------------------------------------------- |
| Categorías                                        | Categorías                                        |                                                   | Número                                            | Número                                            |
| No arrestados                                     | No arrestados                                     |                                                   | 858                                               | 858                                               |
| Detenidos                                         | Detenidos                                         |                                                   | 1108                                              | 1108                                              |
| Según Jansen y Petrov, p. 103.                    |                                                   |                                                   |                                                   |                                                   |

| \| Miembros y candidatos del comité central elegido en 1934 represaliados \| Miembros y candidatos del comité central elegido en 1934 represaliados \| Miembros y candidatos del comité central elegido en 1934 represaliados \| Miembros y candidatos del comité central elegido en 1934 represaliados \| Miembros y candidatos del comité central elegido en 1934 represaliados \| \| ---------------------------------------------------------------------- \| ---------------------------------------------------------------------- \| ---------------------------------------------------------------------- \| ---------------------------------------------------------------------- \| ---------------------------------------------------------------------- \| \| Categorías \| Categorías \| \| Número \| Número \| \| Supervivientes \| Supervivientes \| \| 41 \| 41 \| \| Ejecutados \| Ejecutados \| \| 98 \| 98 \| \| Según Jansen y Petrov, p. 103.[46] \| \| \| \| \| |                |  |        |        |
| Miembros y candidatos del comité central elegido en 1934 represaliados |                |  |        |        |
| Categorías | Categorías     |  | Número | Número |
| Supervivientes | Supervivientes |  | 41     | 41     |
| Ejecutados | Ejecutados     |  | 98     | 98     |
| Según Jansen y Petrov, p. 103. |                |  |        |        |

| Miembros y candidatos del comité central elegido en 1934 represaliados | Miembros y candidatos del comité central elegido en 1934 represaliados | Miembros y candidatos del comité central elegido en 1934 represaliados | Miembros y candidatos del comité central elegido en 1934 represaliados | Miembros y candidatos del comité central elegido en 1934 represaliados |
| ---------------------------------------------------------------------- | ---------------------------------------------------------------------- | ---------------------------------------------------------------------- | ---------------------------------------------------------------------- | ---------------------------------------------------------------------- |
| Categorías                                                             | Categorías                                                             |                                                                        | Número                                                                 | Número                                                                 |
| Supervivientes                                                         | Supervivientes                                                         |                                                                        | 41                                                                     | 41                                                                     |
| Ejecutados                                                             | Ejecutados                                                             |                                                                        | 98                                                                     | 98                                                                     |
| Según Jansen y Petrov, p. 103.                                         |                                                                        |                                                                        |                                                                        |                                                                        |

| \| Delegados del XVII Congreso de 1934 represaliados \| Delegados del XVII Congreso de 1934 represaliados \| Delegados del XVII Congreso de 1934 represaliados \| Delegados del XVII Congreso de 1934 represaliados \| Delegados del XVII Congreso de 1934 represaliados \| \| ------------------------------------------------- \| ------------------------------------------------- \| ------------------------------------------------- \| ------------------------------------------------- \| ------------------------------------------------- \| \| Categorías \| Categorías \| \| Número \| Número \| \| No arrestados \| No arrestados \| \| 858 \| 858 \| \| Detenidos \| Detenidos \| \| 1108 \| 1108 \| \| Según Jansen y Petrov, p. 103.[46] \| \| \| \| \| |               |  |        |        |
| Delegados del XVII Congreso de 1934 represaliados |               |  |        |        |
| Categorías | Categorías    |  | Número | Número |
| No arrestados | No arrestados |  | 858    | 858    |
| Detenidos | Detenidos     |  | 1108   | 1108   |
| Según Jansen y Petrov, p. 103. |               |  |        |        |

| Delegados del XVII Congreso de 1934 represaliados | Delegados del XVII Congreso de 1934 represaliados | Delegados del XVII Congreso de 1934 represaliados | Delegados del XVII Congreso de 1934 represaliados | Delegados del XVII Congreso de 1934 represaliados |
| ------------------------------------------------- | ------------------------------------------------- | ------------------------------------------------- | ------------------------------------------------- | ------------------------------------------------- |
| Categorías                                        | Categorías                                        |                                                   | Número                                            | Número                                            |
| No arrestados                                     | No arrestados                                     |                                                   | 858                                               | 858                                               |
| Detenidos                                         | Detenidos                                         |                                                   | 1108                                              | 1108                                              |
| Según Jansen y Petrov, p. 103.                    |                                                   |                                                   |                                                   |                                                   |

Si la represión de la oposición se llevó a cabo fundamentalmente de diciembre de 1934 a marzo de 1937, fue en este mes, tras el pleno del comité central de febrero y marzo, cuando comenzó la represión interna del partido, arrestándose a miembros que nunca habían pertenecido a grupo de oposición alguno. En las elecciones locales de marzo y abril y en las provinciales de mayo y junio, se animó a denunciar a responsables del partido. Las expulsiones, que alcanzaron en la primera mitad del año los veinte mil quinientos afiliados —fundamentalmente antiguos miembros del partido—, a menudo conllevaban la posterior detención.
A la vez, continuó la represión en el Comintern, donde se establecieron diversas comisiones de investigación. En mayo Yezhov declaró a Gueorgui Dimitrov que «los mayores espías trabajaban en el Comintern».

## La Gran Purga

### Origen de la Gran Purga
En el pleno del comité central del 23 al 29 de junio de 1937  Yezhov describió la existencia de una gran conspiración contra la dirección del partido que reunía  a trotskistas, zinovistas, «derechistas», miembros del Comintern, Tujachevski y otros cómplices en el Ejército soviético y Yagoda y sus secuaces en el NKVD. La conspiración pretendía acabar con el gobierno soviético y restaurar el capitalismo. Estos eran simplemente la dirección de la conspiración, que se extendía a todos los niveles de la administración y la población, lo que sirvió como justificación por la extensión de las operaciones de represión al conjunto de la población. La operación, planeada por Stalin y sus colaboradores, estableció un sistema de cuotas y «contingentes» que debía ser arrestados o ejecutados. Los centros regionales recibían cuotas de represaliados que la capital animaba a aumentar.
El pleno, además de dar comienzo a las persecuciones entre la población en general, supuso un cambio importante en el partido, que se convirtió abiertamente en objeto de represalias con la expulsión y encarcelamiento de un número notable de miembros del comité central. No solo los opositores sino también los partidarios de Stalin quedaban a merced del NKVD.
La extensión de la represión a la sociedad en general se debía en parte al deseo de Stalin de privar físicamente del voto, concedido en la Constitución Soviética de 1936 a los elementos opositores, a estos y acabar con la separación de clases mediante la eliminación de aquellos considerados incapaces de ser absorbidos por el socialismo. El preámbulo de la Orden 447 del NKVD indicaba que su objetivo era «eliminar de una vez por todas» las actividades de los elementos antisoviéticos.
El 17 de julio de 1937, en plenos preparativos para las operaciones masivas decididas en junio, Yzhov recibió la Orden de Lenin junto con otros ciento veinte miembros del NKVD por su «éxito sobresaliente desde la dirección de los órganos del NKVD en el cumplimento de los encargos gubernamentales». Comenzó entonces el apogeo de Yezhov que, a propuesta de Stalin, fue nombrado candidato al politburó el 12 de octubre de 1937.

### Víctimas y métodos
Stalin, que esperaba ya en 1937 una guerra, decidió eliminar cualquier posible apoyo a las potencias extranjeras, tanto en el partido como en el Estado y entre la población en general, dando comienzo a la represión masiva de <<elementos antisoviéticos>> en esta. Durante las purgas, Yezhov no dudó en ordenar el arresto, la tortura —contra las instrucciones de Stalin— y la ejecución de antiguos compañeros. Gran parte de los mandos veteranos del NKVD, muchos de los cuales provenían de la Cheka, perecieron entre 1937 y 1938 durante el periodo de Yezhov al frente del organismo. En diversas ocasiones, justificó la muerte de inocentes durante las operaciones.
Las troikas del NKVD juzgaron a 767 397 personas entre agosto de 1937 y noviembre de 1938, víctimas de la Orden 447, de las que 386 798 fueron condenadas a muerte. Se arrestó a más de dieciocho mil esposas de «enemigos del pueblo» y veinticinco mil hijos de represaliados fueron entregados al Estado.
Además de estas, alrededor de otras trescientas cincuenta mil personas fueron víctimas de las campañas contra las minorías (unas veinticinco mil de ellas, condenadas a muerte, y unas noventa mil, enviadas a prisión). Más de ciento setenta mil coreanos fueron deportados de las regiones fronterizas del este entre agosto y octubre de 1937. El terror alcanzó incluso Mongolia, donde seis mil personas fueron ejecutadas y otras cinco mil, arrestadas.
Dentro del partido, Stalin aprobó trescientas ochenta y tres listas de acusados con cuarenta y cuatro mil funcionarios del partido o del Estado. Treinta y nueve mil de ellos fueron condenados a muerte. Se condenó a más de siete mil oficiales del Ejército por contrarrevolucionarios y se arrestó a más de dos mil oficiales de los servicios de seguridad.
En total, se detuvo a más de millón y medio de personas durante las operaciones de represión efectuadas durante el periodo de Yezhov como comisario, acusadas de actividades contrarrevolucionarias u otros delitos contra el Estado, de las que se ejecutó a cerca de setecientas mil. El uso de la tortura, nunca aprobado por Stalin y el politburó, se aplicó para lograr la confesión de los detenidos, en ocasiones con la participación del propio comisario del pueblo de Asuntos Internos. El respeto a la ley no preocupaba a Yezhov y al NKVD, que hacían amplio uso de métodos ilegales en sus investigaciones. La comisión de investigación formada tras la caída de Yezhov describió de esta manera los métodos de la organización durante el mandato de Yezhov:

De la forma más flagrante se distorsionaron los métodos de investigación, se administraron grandes palizas indiscriminadas a los prisioneros con el fin de extraer falsos testimonios y «confesiones». Durante  veinticuatro horas, un investigador a menudo tenía que obtener varias docenas de confesiones, y los investigadores se mantenían los unos a los otros al tanto de los testimonios obtenidos, de forma que los hechos, circunstancias  o nombres se podían sugerir a otros prisioneros.[...] Como consecuencia, este tipo de investigación llevó muy a menudo a calumnias organizadas de personas completamente inocentes.

Tras su arresto, Frivnoski, lugarteniente de Yezhov, explicó que los principales investigadores del NKVD habían sido «carniceros», seleccionados a menudo entre conspiradores o gente comprometida, que apaleaban a los prisioneros para obtener confesiones lo más rápidamente posible. El testimonio era decidido por los interrogadores y más tarde en ocasiones modificado por el propio Yezhov o Frinovski, normalmente sin haber tenido contacto con el prisionero afectado. Yezhov favorecía el uso de la fuerza en los interrogatorios y a veces los dirigía en persona, presentándose algunas veces en ellos borracho. Según la declaración de uno de los jefes regionales del NKVD de la época: «los testimonios por regla general se obtenían como resultado de torturar a los prisioneros, práctica ampliamente usada tanto por la organización central del NKVD como en las provincias». El respaldo a la tortura no era iniciativa de Stalin, sino de Yezhov.
Durante el periodo de la Gran Purga y de las anteriores operaciones contra la oposición política y el aparato del Estado, Yezhov continuó con su vida amorosa cuajada de amantes, que también mantenía su esposa, y con sus borracheras. Ni unas ni otras, no obstante, quedaban libres de persecución: la hija de quince años de una amiga de su esposa, que se había negado a mantener relaciones sexuales con Yezhov tras el arresto de su madre, fue detenida pocos meses después y fusilada; muchos de sus compañeros de embriaguez fueron más tarde víctimas de las persecuciones.

### Operaciones contra «elementos antisoviéticos»

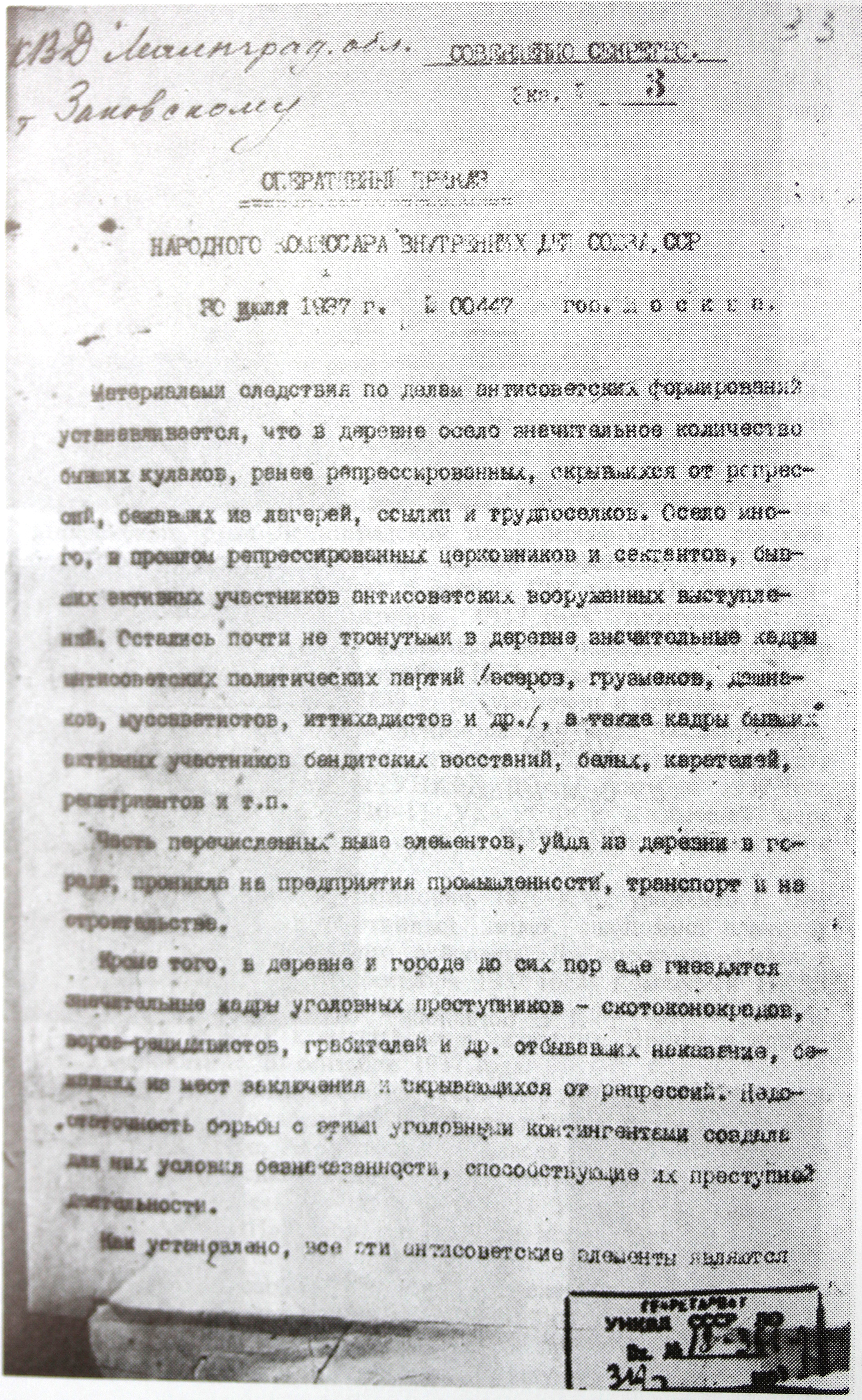
Extracto de la Orden 447 del NKVD, que dio comienzo a la represión de los «elementos antisoviéticos» en el verano de 1937.

Las primeras campañas de la Gran Purga se dirigieron contra los llamados «elementos antisoviéticos»: kuláks, criminales y otros, según los criterios de las troikas del NKVD. La idea de Stalin se concretó en el pleno del comité central de finales de junio de 1937 en el que se decidieron la categorías de la población que se consideraban hostiles al régimen.
El 2 de julio de 1937, tres días después del final del pleno, Stalin presentó un escrito al politburó acusando a los antiguos kulaks y criminales liberados de las prisiones tras cumplir sus condenas de crímenes contra el Estado, ordenando nuevamente su arresto y la ejecución de los más hostiles (englobados en la «primera categoría») y el envío a prisión o a los campos de trabajo de los demás («segunda categoría»). En cinco días debían formarse las troikas encargadas de las detenciones y clasificación de los detenidos en las dos categorías establecidas. Las autoridades locales respondieron a la orden presentando listas de candidatos para las dos categorías, creándose cuotas de personas para ambas en cada provincia y república.
Tras actividades preparatorias y reuniones de los jefes regionales del NKVD, Yezhov presentó ante el politburó la Orden 447 el 30 de julio de 1937, «sobre la operación dirigida a la represión de los antiguos kuláks, criminales y otros elementos antisoviéticos», culpables según él de actividades antisoviéticas y sabotaje. Esta se convirtió en la base de las operaciones de represión contra la población en general y establecía oficialmente las dos categorías de represaliados. Contenía además el número de personas incluido en cada una, basado en los cálculos de las regiones. La operación debía comenzar el 5 de agosto y durar 4 meses, durante los que el país quedaba dividido en «sectores operativos» a cargo cada uno de un «grupo operativo» encargado de todo el proceso: registro de las personas por arrestar, investigación y ejecución de las sentencias dictadas por las troikas.
A pesar del plan original el número de represaliados y la duración de la campaña aumentaron notablemente. El aumento de las cuotas, aunque solicitado en general por las provincias, provenía de la simpatía de la capital por estos aumentos. Aunque en algunos casos aislados se excedieron las cuotas otorgadas por la capital, en general el número de arrestados y ejecutados se llevó a cabo estrictamente según las instrucciones de esta.

### Las operaciones contra las minorías
Otra campaña, paralela a la de los «elementos antisoviéticos», fue la aplicada contra las minorías, especialmente aquellas pertenecientes a países fronterizos considerados hostiles (alemanes, polacos, estonios, finlandeses o letones). Las llamadas «operaciones nacionales» no se regían por el sistema de cuotas y las fichas de los detenidos pasaban a formar parte de álbumes que las provincias enviaban cada diez días a la capital, donde la organización central del NKVD debía revisar sus casos. Los álbumes debían ser revisados por una dvoika regional (el jefe regional del NKVD y el fiscal de la región) que los enviaba a Moscú para lograr la aprobación de la condena (por parte de Yezhov y Vyshinski), tras lo cual las autoridades regionales la aplicaban. El objetivo, según Stalin, era eliminar la «quinta columna» que podía favorecer las operaciones militares contra la URSS de Alemania, Polonia o Japón, además de descubrir posibles espías de estos infiltrados entre las minorías. A pesar de la existencia real de agentes enemigos en la URSS, la represión fue completamente desproporcionada y encaminada a amedrentar a parte de la población, considerada potencialmente desleal en caso de guerra. La campaña, simultánea a la de los «elementos antisoviéticos», se puso en marcha en julio de 1937.
A pesar del convencimiento de la inminencia de una guerra con los países a los que pertenecían algunas de las comunidades represaliadas, la búsqueda de espías se convirtió pronto en una simple persecución étnica que llevó a arrestos masivos y al terror.

#### Campaña contra los alemanes
El 20 de julio de 1937 y a instigación de Stalin, Yezhov presentó la orden 00439 indicando que la Gestapo estaba usando trabajadores alemanes en las empresas soviéticas para fines de espionaje y sabotaje; dieron comienzo así los arrestos de alemanes. A pesar de que la orden original solo afectaba a ciudadanos alemanes, a partir del otoño se extendió a la minoría alemana y a otra personas con contactos con estos grupos.
Solo alrededor de un tercio de las víctimas de la orden 00439 fueron alemanas. Diez mil miembros de la minoría alemana residentes cerca de la frontera occidental de la URSS fueron deportados a Kazajistán. Cinco mil familias de la región de Odesa fueron deportadas. Las deportaciones, consideradas necesarias por el régimen para asegurar las fronteras, habían comenzado ya en 1935, pero se intensificaron durante el mandato del Yezhov en el NKVD.

#### Campaña contra los polacos
El 11 de agosto de 1937, Yezhov firmó la orden 00485 con el fin de liquidar a los grupos supuestamente asociados a la Organización Militar Polaca y comenzaron las grandes operaciones contra la minoría polaca y los refugiados de esta nacionalidad. El método seguido fue similar al de los alemanes, estableciéndose dos categorías de víctimas: aquellas que debían ser inmediatamente fusiladas y las que debían ser enviadas a prisión o a los campos de trabajo de cinco a diez años. Cinco días más tarde, la orden 00486 extendía el arresto a los familiares de los ya arrestados por la orden anterior. La campaña contra la minoría y los refugiados polacos fue la mayor y más feroz de las operaciones contra las minorías. El porcentaje de ejecutados en la operación polaca fue mayor que la media: el 79,4 % frente al 73,6 % de las «operaciones nacionales» y el 49,3 % de las operaciones contra «elementos antisoviéticos».
Como parte de la campaña, prácticamente toda la delegación polaca en el Comintern fue aniquilada y el Partido Comunista Polaco intensamente diezmado; el Comintern acabó por disolverlo  en agosto de 1938. Aunque todos los partidos comunistas sufrieron durante el terror, únicamente el polaco fue disuelto.
Alrededor de treinta y cinco mil polacos fueron deportados a Kazajistán. La represión fue amplia e indiscriminada: se ejecutó a numerosas personas por el simple hecho de tener relaciones con el extranjero.

#### Otras categorías
La orden 00593 del 20 de septiembre de 1937 dio comienzo a la persecución de las personas regresadas desde Harbin tras la venta del ferrocarril transmanchuriano en 1935. La mayoría de las veinticinco mil con fichas en el NKVD fueron acusadas de ser agentes japoneses y se ordenó su liquidación entre el 1 de octubre y el 25 de diciembre de 1937. Los familiares de los acusados podían ser arrestados como en el caso polaco.
Por el contrario, no se aplicó la orden 00486 en la represión de afganos, estonios, letones, finlandeses, rumanos, griegos o iraníes. En el caso de estas minorías, sin embargo, el porcentaje de ejecutados fue aún mayor que en el polaco (salvo los iraníes y afganos, que fueron en su mayoría deportados). La represión se extendió a la frontera sur a partir de julio de 1937: se deportó a mil familias kurdas y dos mil iraníes.
Las autoridades soviéticas deportaron a todos los coreanos del Lejano Oriente ruso tras la invasión japonesa del norte de China en agosto de 1937. La operación debía completarse antes de final de año según lo dispuesto en un decreto gubernamental del 21 de agosto de 1937. Debían ser trasladados a Kazajistán y Uzbekistán, pero muchos fallecieron por el camino.

#### Cambio de sistema: las troikas de las «operaciones nacionales»
Hacia el verano de 1938, sin embargo, el sistema se había mostrado inviable; el NKVD capitalino quedó desbordado por la cantidad de información enviada desde las provincias. Para entonces durante estas operaciones se había detenido a más de cien mil personas, que habían llenado las prisiones. Para solucionar la situación, Yezhov propuso el 15 de septiembre de 1938 la formación de troikas regionales —formadas por el responsable provincial del NKVD, el jefe regional del partido y el procurador de la región— que examinasen los casos en lugar del centro y que tuviesen capacidad de dictar sentencias de muerte. La propuesta, que pretendía acabar con los casos atrasados en dos meses, fue aprobada por Stalin. Los álbumes que no habían sido aún examinados por la capital fueron devueltos a las provincias para ser tratados por las nuevas troikas, que cesaron el 15 de noviembre de 1938 de acuerdo con el plan original, ordenándose el fin de las «operaciones nacionales» dos días más tarde.
Durante los dos meses de funcionamiento, las troikas juzgaron alrededor de ciento ocho mil casos, condenando a ciento cinco mil personas, setenta y dos mil de ellas a muerte.
Los empleados extranjeros y las embajadas, considerados «fuente de espionaje y sabotaje», comenzaron a ser estrechamente vigilados.

## Declive y muerte

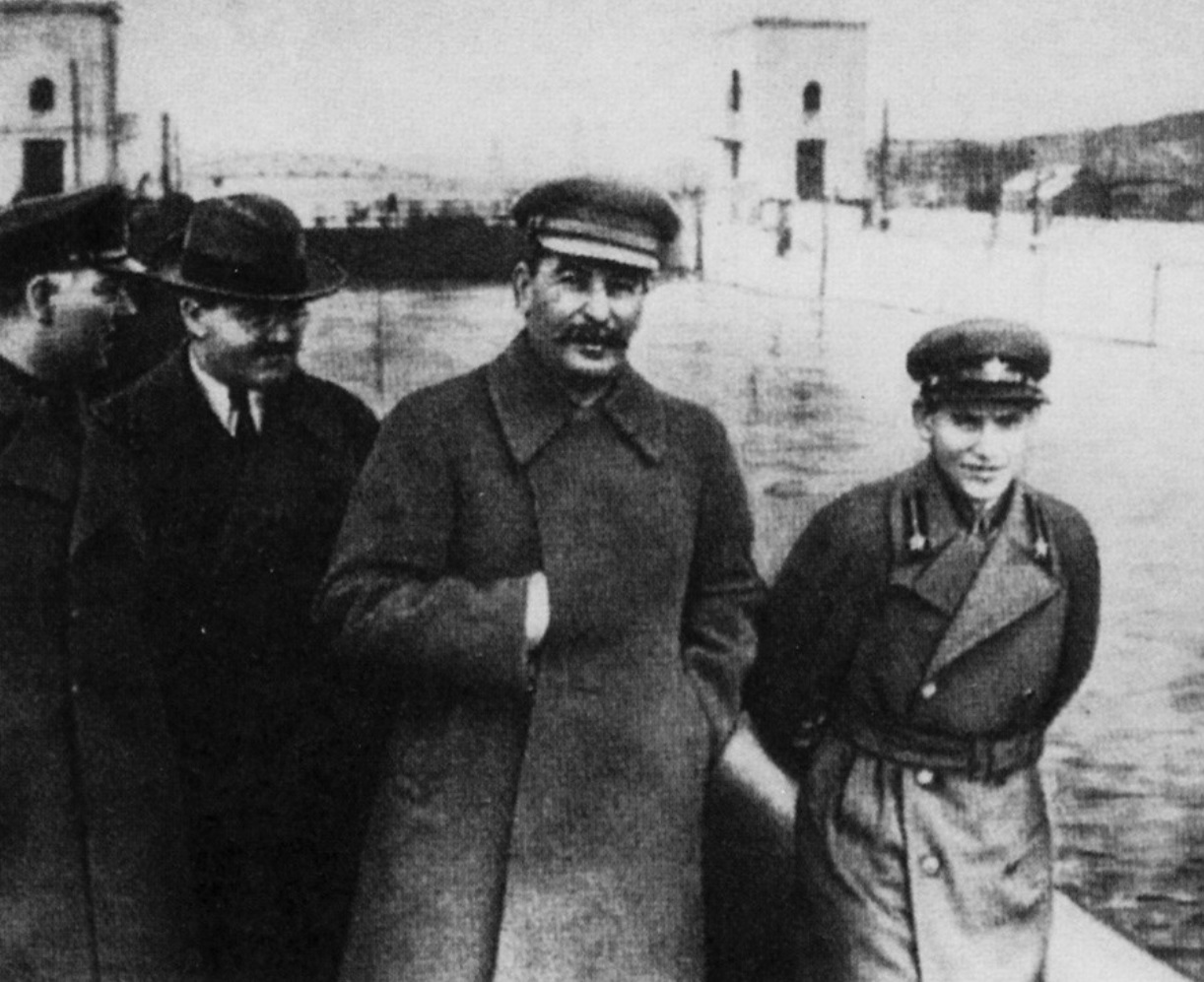
Fotografía original del 15 de abril de 1937: Voroshilov, Molotov, Stalin y Yezhov en el Volga.

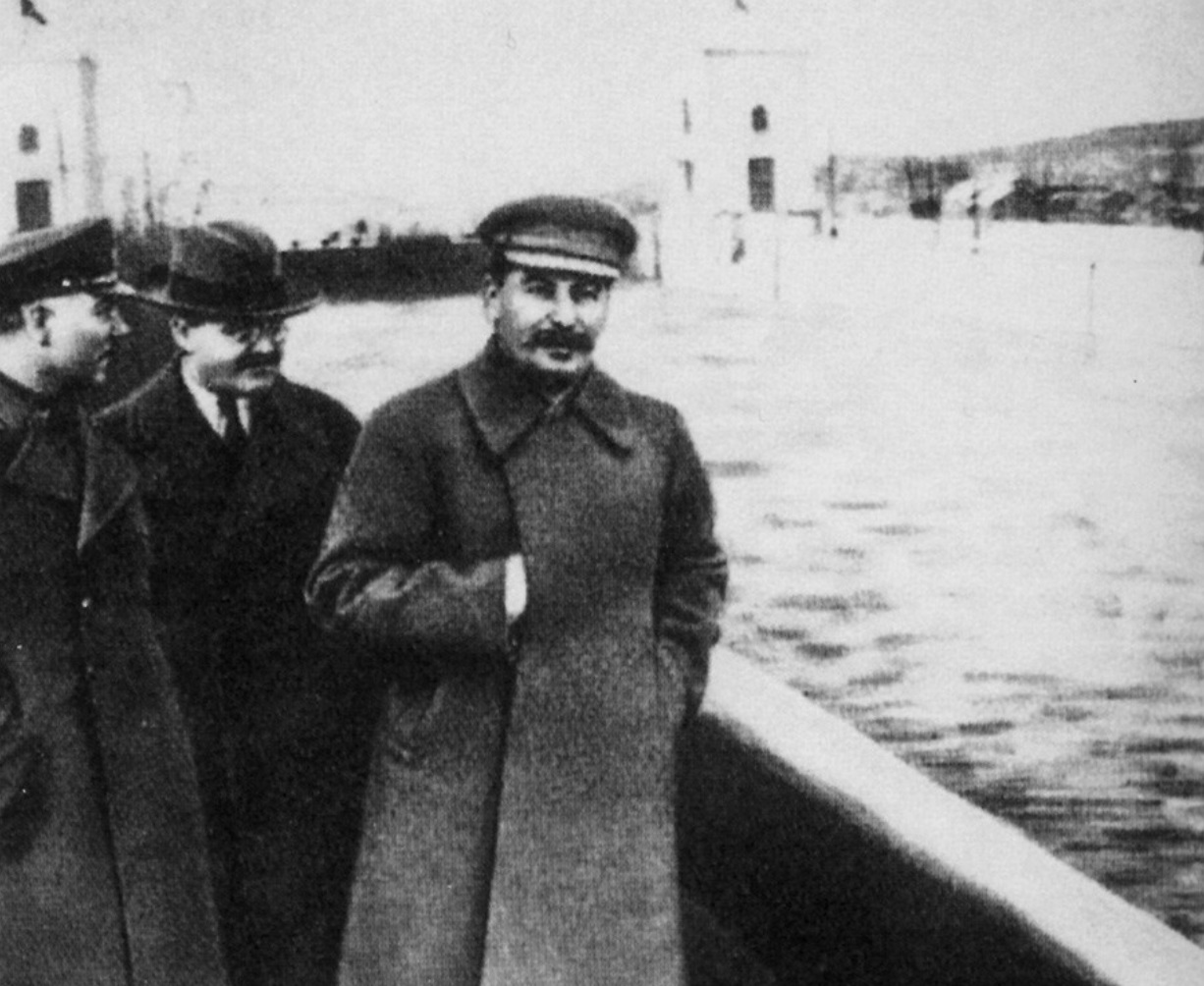
Misma fotografía del 15 de abril de 1937, Yezhov ha sido borrado.

El 8 de abril de 1938, en una hábil maniobra política, Iósif Stalin nombró a Yezhov comisario de Transporte Fluvial y Marítimo, terreno completamente desconocido para Yezhov, que hubo de dividir sus esfuerzos entre sus dos comisarías. Stalin lograba así desviar la atención de Yezhov a asuntos en los que podría ser fácilmente criticado gracias a su inexperiencia mientras que debilitaba su control sobre las organizaciones de seguridad para facilitar su futuro relevo. Durante los dos meses siguientes a su nombramiento, Yezhov apenas pudo acudir a la sede del NKVD, cuyas tareas recayeron en su lugarteniente Frinovski.
En junio y julio de 1938, dos destacados oficiales desertaron. Temiendo ser acusado del hecho, Yezhov tardó en informar a Stalin, alimentando las sospechas de este. El 22 de agosto de 1938, Lavrenti Beria fue nombrado lugarteniente de Yezhov, como primer paso para relevar a este. Tras el nombramiento de Beria, Yezhov, sospechando que podía ser acusado, ordenó a sus subordinados acabar con aquellos detenidos que podían declarar en su contra; se realizaron cierto número de precipitadas ejecuciones a finales de agosto, mientras Beria se hallaba temporalmente de vuelta en el Cáucaso. Varios de sus subordinados fueron detenidos entre septiembre y noviembre y comenzó el acoso hacia su esposa, Yevguenia Feigenberg. Desde septiembre, con el relevo de Frinovski, Beria tomó el control del NKVD y lo reorganizó, con el beneplácito del politburó. A partir de agosto, Yezhov se desentendió cada vez más del funcionamiento interno de la organización, que quedó en manos de los jefes de departamento. Su inquietud había comenzado en mayo y se fue acentuando durante el verano, convirtiéndose en pánico y depresión con el nombramiento de Beria.
El 17 de noviembre de 1938 el politburó aprobó una moción que, aunque aprobaba las operaciones de represión en masa de 1937-1938, criticaba lo que consideraba excesos como el uso de falsificaciones en los documentos de las investigaciones, los juicios por motivos nimios o la acusación de inocentes. La resolución acababa con las operaciones en masa, abolía las troikas y traspasaba todas las detenciones a la procuraduría. Stalin, que pretendía atribuir los excesos denunciados a Yezhov y a la dirección del NKVD, asestó con la resolución un golpe definitivo.
El 23 de noviembre de 1938 Yezhov tuvo su última y larga reunión con Stalin y horas más tarde el politburó aceptó su dimisión como comisario del pueblo para Asuntos Internos. Conservó temporalmente, sin embargo, otros de sus cargos, entre ellos el de comisario de Transporte Fluvial y Marítimo. Beria asumió la dirección del NKVD. Este, como ya había hecho antes Yezhov, llevó a cabo una amplia purga de los mandos de la comisaría: de ciento doce ascendidos durante el período de su predecesor, apenas sobrevivieron veintidós. Varios miles de empleados de la comisaría sufrieron la actividad de Beria, incluidos antiguos partidarios de Yagoda que habían sido encarcelados en tiempos de Yezhov. Las sucesivas purgas de mandos y de espías originó, sin embargo, una serie de huidas y defecciones.
El 18 de septiembre de 1938, ante la posibilidad de que Stalin y Lavrenti Beria utilizasen los contactos extranjeros de su esposa Yevguenia Feigenberg contra él o que ella se viese implicada en la campaña en su contra, le comunicó su decisión de divorciarse. En julio el primer marido de Yevguenia había sido fusilado y uno de sus muchos amantes, arrestado. En noviembre Yevguenia se suicidó, con la ayuda de Yezhov.
El politburó le ordenó el traspaso del control del NKVD a Beria el 5 de diciembre de 1938, procedimiento que debía durar una semana, durante la cual la comisión de traspaso se reunió para escuchar los informes y quejas sobre Yezhov. Este evitó asistir a las sesiones, que recogieron numerosos abusos y faltas y que terminaron el 10 de enero de 1939. Se le acusó entre otras cosas de no haber comunicado a Stalin cierta información comprometedora sobre la dirección del partido, que más tarde fue destruida en parte cuando Yezhov entendió que trataban de acusarlo de los excesos de las operaciones.
Yezhov continuó su actividad en la comisaría de Transporte Marítimo y Fluvial hasta el 9 de abril de 1939 a pesar de haber sido apartado de las tareas de seguridad; entonces la comisaría desapareció al ser dividida en dos. Fue detenido al día siguiente. Se registraron su apartamento y su dacha y sus sobrinos fueron arrestados. Su arresto, sin embargo, no se hizo público y solo se legalizó el 10 de junio cuando se cursó la orden para su arresto, a pesar de llevar varios meses encarcelado. Incluso entonces su detención no fue publicada.
Fue encerrado en la lóbrega prisión especial del NKVD de Sujánovka, reservada a «enemigos del pueblo especialmente peligrosos», situada a las afueras de Moscú. Allí fue acusado de espionaje en favor de Alemania, el Reino Unido, Polonia y Japón; de dirigir una confabulación en el seno del NKVD, de preparar un golpe de Estado, organizar algunos asesinatos y de excesos durante la represión de <<agentes antisoviéticos>> entre 1937 y 1938. Incapaz de soportar la tortura a la que se le sometió, aceptó todas las acusaciones.
El politburó aprobó el 17 de enero de 1940  la propuesta de Beria de juzgar a 457 enemigos del pueblo, entre ellos 346 para los que se pediría la pena de muerte, Yezhov incluido. El turno del juicio de Yezhov con su acusación formal llegó el 1 de febrero de 1940. La vista comenzó al día siguiente, sin abogados, testigos o fiscal, ante el Colegio Militar de la Corte Suprema de la URSS. Condenado, su solicitud de perdón fue rechazada y fue fusilado esa misma noche (4 de febrero de 1940). Su cadáver fue incinerado y sus cenizas vertidas en una fosa común del cementerio de Donskói de la capital. Ni la prensa ni la radio informaron sobre el juicio y la ejecución.